# إعادة ترتيب فريس
إعادة ترتيب فريس في الكيمياء هو تفاعل إعادة ترتيب ينسب إلى الكيميائي الألماني كارل تيوفيل فريس  (1875–1962). يحدث في التفاعل إعادة ترتيب للإستر الفينولي إلى هيدروكسي كيتون الأريل باستخدام حفاز من حمض لويس.
يتضمن التفاعل هجرة مجموعة الأسيل من إستر الفينول إلى حلقة الأريل. يكون هذا التفاعل انتقائياً في التوجيه، حيث يكون الارتباط في الموقعين أورثو وبارا مفضلاً على ميتا؛ كما يمكن بالإضافة إلى ذلك المفاضلة بين النمطين أوروثو وبارا بتغيير شروط التفاعل مثل درجة الحرارة والمذيب المستخدم.

## الآلية
يسير التفاعل وفق الآلية التالية: